# Milivoj Maurović
Milivoj (Milivoj-Klement) Maurović, hrvaški pravnik in univerzitetni profesor, * 5. julij 1859, Virovitica, † 21. januar 1927, Zagreb.
Specializiral se je na Dunaju in v Pragi (1885/86). Maurović je bil rektor Univerze v Zagrebu v študijskem letu 1907/08 in profesor  zgodovine prava, predvsem slovanskega prava na Pravni fakulteti. 1894 je postal izredni profesor obče pravne zgodovine in hrvaško-ogrskega zasebnega prava, od 1897 pa je bil redni profesor na katedri za ekciklopedijo in metodologijo prava.